# Saison 2018-2019 du Bayer Leverkusen
Maillots
Chronologie
Saison précédente Saison suivante
La saison 2018-2019 est une saison du club allemand du Bayer Leverkusen qui évolue depuis 1979 en Bundesliga, la première division allemande de football.

## Transferts

### Transferts estivaux
| Nom                 | Nationalité | Poste     | Transfert                     | Provenance/Destination | Division                      |
| ------------------- | ----------- | --------- | ----------------------------- | ---------------------- | ----------------------------- |
| Arrivées            |             |           |                               |                        |                               |
| Paulinho            | Brésil      | Attaquant | Transfert (18.5M€)            | CR Vasco da Gama       | Campeonato Brasileiro Série A |
| Mitchell Weiser     | Allemagne   | Défenseur | Transfert (12M€)              | Hertha Berlin          | Bundesliga                    |
| Lukáš Hrádecký      | Finlande    | Gardien   | Transfert                     | Eintracht Francfort    | Bundesliga                    |
| Thorsten Kirschbaum | Allemagne   | Gardien   | Transfert                     | FC Nuremberg           | Bundesliga                    |
| Isaac Kiese Thelin  | Suède       | Attaquant | Prêt                          | RSC Anderlecht         | Jupiler Pro League            |
| Sam Schreck         | Allemagne   | Milieu    | Premier contrat professionnel | Bayer Leverkusen U19   | -                             |
| Tomasz Kucz         | Pologne     | Gardien   | Premier contrat professionnel | Bayer Leverkusen U19   | -                             |
| Jakub Bednarczyk    | Pologne     | Défenseur | Premier contrat professionnel | Bayer Leverkusen U19   | -                             |
| Aleksandar Dragović | Autriche    | Défenseur | Retour de prêt                | Leicester City FC      | Premier League                |
| Départs             |             |           |                               |                        |                               |
| Bernd Leno          | Allemagne   | Gardien   | Transfert (25M€)              | Arsenal FC             | Premier League                |
| Benjamin Henrichs   | Allemagne   | Défenseur | Transfert (20M€)              | AS Monaco              | Ligue 1                       |
| Vladlen Yurchenko   | Ukraine     | Milieu    | Transfert                     | Vejle BK               | Superligaen                   |
| Marlon Frey         | Allemagne   | Milieu    | Transfert                     | PSV Eindhoven          | Eredivisie                    |
| Niklas Lomb         | Allemagne   | Gardien   | Prêt                          | SV Sandhausen          | 2.Bundesliga                  |
| Stefan Kießling     | Allemagne   | Attaquant | Retraite                      | Retraite               | Retraite                      |

### Transferts hivernaux
| Nom              | Nationalité | Poste     | Transfert                     | Provenance/Destination | Division     |
| ---------------- | ----------- | --------- | ----------------------------- | ---------------------- | ------------ |
| Arrivées         |             |           |                               |                        |              |
| Jan Boller       | Allemagne   | Défenseur | Premier contrat professionnel | Bayer Leverkusen U19   | -            |
| Départs          |             |           |                               |                        |              |
| Tomasz Kucz      | Pologne     | Gardien   | Prêt                          | Dunajská Streda        | 1.liga       |
| Jakub Bednarczyk | Pologne     | Défenseur | Transfert                     | FC Sankt Pauli         | 2.Bundesliga |

## Compétitions
| Quatrième 55 points | Phase de groupe | Premier tour |
| 18V 4N 12D          | 4V 1N 1D        | 2V 0N 0D     |
| TOTAL: 24V 5N 13D   |                 |              |

### Championnat

#### Classement
| Rang | Équipe                   | Pts | J  | G  | N | P  | Bp | Bc | Diff | Qualification ou relégation                                      |
| ---- | ------------------------ | --- | -- | -- | - | -- | -- | -- | ---- | ---------------------------------------------------------------- |
| 2    | Borussia Dortmund        | 76  | 34 | 23 | 7 | 4  | 81 | 44 | +37  | Qualification pour la phase de groupes de la Ligue des champions |
| 3    | RB Leipzig               | 66  | 34 | 19 | 9 | 6  | 63 | 29 | +34  | Qualification pour la phase de groupes de la Ligue des champions |
| 4    | Bayer Leverkusen         | 58  | 34 | 18 | 4 | 12 | 69 | 52 | +17  | Qualification pour la phase de groupes de la Ligue des champions |
| 5    | Borussia Mönchengladbach | 55  | 34 | 16 | 7 | 11 | 55 | 42 | +13  | Qualification pour la phase de groupes de la Ligue Europa        |
| 6    | VfL Wolfsburg            | 55  | 34 | 16 | 7 | 11 | 62 | 50 | +12  | Qualification pour la phase de groupes de la Ligue Europa        |

#### Évolution du classement et des résultats
| Résultat | D   | D   | D   | V   | V   | D   | N   | N   | V   | D   | D   | V   | N   | V   | D   | V   | V  | D   | V  | V  | V  | V  | D  | V  | V  | D  | D  | D  | V  | V  | V  | V  | N  | V  | — | — | — |
| Rang     | 16e | 16e | 18e | 15e | 11e | 14e | 14e | 13e | 12e | 13e | 13e | 12e | 11e | 11e | 11e | 10e | 9e | 10e | 9e | 7e | 6e | 5e | 7e | 6e | 6e | 6e | 6e | 9e | 8e | 7e | 6e | 5e | 5e | 4e | 0 |   |   |

### Ligue Europa
La Ligue Europa 2018-2019 est la 48e édition de la Ligue Europa.

#### Parcours en Ligue Europa

##### Phase de groupes
| Rang | Équipe             | Pts | J | G | N | P | Bp | Bc | Diff |  | Résultats (▼ dom., ► ext.) |     |     |     |     |
| ---- | ------------------ | --- | - | - | - | - | -- | -- | ---- |  | -------------------------- | --- | --- | --- | --- |
| 1    | Bayer Leverkusen   | 13  | 6 | 4 | 1 | 1 | 16 | 9  | +7   |  | Bayer Leverkusen           |     | 1-0 | 4-2 | 1-1 |
| 2    | FC Zurich          | 10  | 6 | 3 | 1 | 2 | 7  | 6  | +1   |  | FC Zurich                  | 3-2 |     | 1-2 | 1-0 |
| 3    | AEK Larnaca        | 5   | 6 | 1 | 2 | 3 | 6  | 12 | -6   |  | AEK Larnaca                | 1-5 | 0-1 |     | 1-1 |
| 4    | Ludogorets Razgrad | 4   | 6 | 0 | 4 | 2 | 5  | 7  | -2   |  | Ludogorets Razgrad         | 2-3 | 1-1 | 0-0 |     |

## Joueurs et encadrement technique

### Effectif professionnel
Le tableau suivant liste l'effectif professionnel du Bayer Leverkusen pour la saison 2018-2019.

## Statistiques

### Statistiques collectives
| Compétition       | Débute au tour   | Termine             | Matches joués | Gagnés | Nuls | Perdus | Buts pour | Buts contre | Différence |
| ----------------- | ---------------- | ------------------- | ------------- | ------ | ---- | ------ | --------- | ----------- | ---------- |
| Bundesliga        | -                | Quatrième           | 34            | 18     | 4    | 12     | 69        | 52          | +17        |
| Ligue Europa      | Phase de groupes | Huitième de finales | 8             | 4      | 3    | 1      | 17        | 10          | +7         |
| Coupe d'Allemagne | Premier tour     | Huitième de finales | 3             | 2      | 0    | 1      | 7         | 2           | +5         |
| Total             | -                | -                   | 45            | 24     | 7    | 14     | 93        | 64          | +29        |

### Statistiques individuelles
(Mis à jour le 22 mai 2019)
| Numéro | Nat. | Nom            | Championnat | Championnat | Championnat    | Championnat | Championnat  | Ligue Europa | Ligue Europa | Ligue Europa   | Ligue Europa | Ligue Europa | Coupe d'Allemagne | Coupe d'Allemagne | Coupe d'Allemagne | Coupe d'Allemagne | Coupe d'Allemagne | Total | Total       | Total          | Total  | Total        |
| Numéro | Nat. | Nom            | M.j.        | But inscrit | Passe décisive | Averti      | Carton rouge | M.j.         | But inscrit  | Passe décisive | Averti       | Carton rouge | M.j.              | But inscrit       | Passe décisive    | Averti            | Carton rouge      | M.j.  | But inscrit | Passe décisive | Averti | Carton rouge |
| ------ | ---- | -------------- | ----------- | ----------- | -------------- | ----------- | ------------ | ------------ | ------------ | -------------- | ------------ | ------------ | ----------------- | ----------------- | ----------------- | ----------------- | ----------------- | ----- | ----------- | -------------- | ------ | ------------ |
| 1      |      | Hrádecký       | 32          | 0           | 0              | 1           | 0            | 6            | 0            | 0              | 0            | 0            | 2                 | 0                 | 0                 | 0                 | 0                 | 40    | 0           | 0              | 1      | 0            |
| 3      |      | Rétsos         | 0           | 0           | 0              | 0           | 0            | 1            | 0            | 0              | 0            | 0            | 0                 | 0                 | 0                 | 0                 | 0                 | 1     | 0           | 0              | 0      | 0            |
| 4      |      | Tah            | 33          | 3           | 1              | 4           | 0            | 3            | 0            | 0              | 0            | 0            | 2                 | 0                 | 0                 | 0                 | 0                 | 38    | 3           | 1              | 4      | 0            |
| 5      |      | S.Bender       | 27          | 0           | 0              | 3           | 0            | 3            | 0            | 0              | 1            | 0            | 2                 | 0                 | 1                 | 0                 | 0                 | 32    | 0           | 1              | 4      | 0            |
| 6      |      | Dragović       | 18          | 2           | 0              | 4           | 0            | 8            | 0            | 1              | 3            | 0            | 2                 | 0                 | 0                 | 1                 | 0                 | 28    | 2           | 1              | 8      | 0            |
| 7      |      | Paulinho       | 15          | 0           | 0              | 0           | 0            | 4            | 1            | 0              | 0            | 0            | 2                 | 0                 | 0                 | 0                 | 0                 | 21    | 1           | 0              | 0      | 0            |
| 8      |      | L.Bender       | 20          | 1           | 4              | 1           | 0            | 5            | 0            | 0              | 2            | 0            | 2                 | 0                 | 1                 | 1                 | 0                 | 27    | 1           | 5              | 4      | 0            |
| 9      |      | Bailey         | 29          | 5           | 2              | 4           | 0            | 8            | 0            | 3              | 1            | 0            | 1                 | 0                 | 0                 | 0                 | 0                 | 39    | 5           | 5              | 5      | 0            |
| 10     |      | Brandt         | 33          | 7           | 14             | 0           | 0            | 7            | 1            | 2              | 0            | 0            | 3                 | 1                 | 1                 | 0                 | 0                 | 43    | 10          | 17             | 0      | 0            |
| 11     |      | Kiese Thelin   | 6           | 0           | 0              | 1           | 0            | 6            | 1            | 1              | 2            | 0            | 2                 | 0                 | 0                 | 1                 | 0                 | 14    | 1           | 1              | 4      | 0            |
| 13     |      | Alario         | 27          | 9           | 3              | 1           | 0            | 7            | 4            | 0              | 0            | 0            | 2                 | 1                 | 0                 | 0                 | 0                 | 36    | 14          | 3              | 1      | 0            |
| 15     |      | Baumgartlinger | 21          | 0           | 1              | 2           | 0            | 4            | 0            | 0              | 1            | 0            | 2                 | 0                 | 0                 | 1                 | 0                 | 27    | 0           | 1              | 4      | 0            |
| 16     |      | Jedvaj         | 16          | 0           | 0              | 3           | 0            | 3            | 1            | 0              | 0            | 0            | 2                 | 1                 | 0                 | 1                 | 0                 | 21    | 2           | 0              | 4      | 0            |
| 18     |      | Wendell        | 28          | 2           | 2              | 5           | 0            | 8            | 0            | 0              | 1            | 0            | 3                 | 0                 | 0                 | 2                 | 0                 | 39    | 2           | 2              | 8      | 0            |
| 20     |      | Aránguiz       | 24          | 2           | 7              | 3           | 0            | 4            | 1            | 0              | 0            | 0            | 1                 | 0                 | 1                 | 0                 | 0                 | 29    | 3           | 8              | 3      | 0            |
| 21     |      | Kohr           | 18          | 0           | 2              | 4           | 0            | 5            | 2            | 2              | 3            | 0            | 2                 | 0                 | 1                 | 0                 | 0                 | 25    | 2           | 5              | 7      | 0            |
| 23     |      | Weiser         | 30          | 1           | 4              | 3           | 0            | 8            | 1            | 0              | 2            | 0            | 3                 | 0                 | 0                 | 0                 | 0                 | 41    | 2           | 4              | 5      | 0            |
| 24     |      | Kirschbaum     | 0           | 0           | 0              | 0           | 0            | 1            | 0            | 0              | 0            | 0            | 0                 | 0                 | 0                 | 0                 | 0                 | 1     | 0           | 0              | 0      | 0            |
| 28     |      | Özcan          | 2           | 0           | 0              | 0           | 0            | 1            | 0            | 0              | 0            | 0            | 1                 | 0                 | 0                 | 0                 | 0                 | 4     | 0           | 0              | 0      | 0            |
| 29     |      | Havertz        | 34          | 17          | 4              | 2           | 0            | 6            | 3            | 3              | 0            | 0            | 2                 | 0                 | 0                 | 0                 | 0                 | 42    | 20          | 7              | 2      | 0            |
| 30     |      | Schreck        | 0           | 0           | 0              | 0           | 0            | 2            | 0            | 0              | 0            | 0            | 0                 | 0                 | 0                 | 0                 | 0                 | 2     | 0           | 0              | 0      | 0            |
| 31     |      | Volland        | 34          | 14          | 12             | 4           | 0            | 5            | 0            | 2              | 1            | 0            | 3                 | 1                 | 2                 | 0                 | 0                 | 42    | 15          | 16             | 5      | 0            |
| 32     |      | Bednarczyk     | 0           | 0           | 0              | 0           | 0            | 1            | 0            | 0              | 1            | 0            | 0                 | 0                 | 0                 | 0                 | 0                 | 1     | 0           | 0              | 1      | 0            |
| 36     |      | Stanilewicz    | 0           | 0           | 0              | 0           | 0            | 1            | 0            | 0              | 0            | 0            | 0                 | 0                 | 0                 | 0                 | 0                 | 1     | 0           | 0              | 0      | 0            |
| 38     |      | Bellarabi      | 19          | 5           | 5              | 4           | 1            | 3            | 2            | 1              | 1            | 0            | 2                 | 2                 | 0                 | 0                 | 0                 | 24    | 9           | 6              | 5      | 1            |
| 39     |      | Henrichs       | 1           | 0           | 0              | 1           | 0            | 0            | 0            | 0              | 0            | 0            | 0                 | 0                 | 0                 | 0                 | 0                 | 1     | 0           | 0              | 1      | 0            |